# سونی (خواننده)
سونی (انگلیسی: Sunnee؛ زادهٔ ۲۸ سپتامبر ۱۹۹۶) خواننده، و رقصنده اهل تایلند است. وی از سال ۲۰۱۱ میلادی تاکنون مشغول فعالیت بوده است.